# Không đoàn Không vận 89
Đoàn bay số 89 (tiếng Anh: 89th Airlift Wing, viết tắt 89 AW) của Không lực Hoa Kỳ, đóng quân tại Căn cứ Không quân Andrews và có hơn 1,000 nhân viên đang hoạt động. 89 AW cung cấp Nhiệm vụ Không vận Đặc biệt (SAM), vận chuyển hàng hóa, căn cứ và liên lạc trên không cho Tổng thống, và Phó Tổng thống Hoa Kỳ, Các chỉ huy của Bộ tư lệnh, các quan chức cao cấp, cũng như hệ thống vận chuyển toàn cầu được giao nhiệm vụ bởi Nhà Trắng, Tham mưu trưởng Không quân Hoa Kỳ, và Bộ Chỉ huy Không vận.

## Nhiệm vụ
"Vận chuyển quan chức cao cấp và chỉ huy quân đội đến các địa điểm khắp thế giới...lúc hòa bình, khủng hoảng, cũng như giao trạnh... và cung cấp các lực lượng sẵn sàng chiến đấu để trợ giúp các chỉ huy của Bộ tư lệnh."

## Đơn vị
- Liên đoàn hoạt động không vận số 89 (89 OG)

Phi đội Không vận số 1 - C-32, C-40
Phi đội Không vận số 99 - C-20, C-37 (Gulfstream)
- Đoàn bảo dưỡng số 89(89 MXG)
- Liên đoàn hỗ trợ không vận số 89 (89 ASG)

Phi đội Căn cứ số 89 (89 APS)
Phi đội Liên lạc số 89 (89 CS)
- Liên đoàn Vận chuyển Tổng thống (PAG) - VC-25 (Air Force One)